# Casseta & Planeta Vai Fundo
Casseta e Planeta: Vai Fundo foi um programa brasileiro humoristico produzido pela TV Globo e exibido de 30 de março a 21 de dezembro de 2012 nas noites de sextas-feiras para anteceder o Globo Repórter. Foi a segunda versão televisiva do Casseta e Planeta.
A primeira temporada terminou em 15 de junho de 2012; já a segunda temporada foi exibida de 2 a 29 de novembro de 2012, e a terceira temporada de 7 a 21 de dezembro de 2012. O formato segue o diferente do original: as Organizações Tabajara, o Seu Creysson e as paródias deixaram de fazer parte do programa (devido a esses serem ultrapassados do programa). Em 21 de dezembro de 2012, a série foi cancelada pela falta de audiência.

## Elenco
- Beto Silva
- Cláudio Manoel
- Hélio de la Peña
- Hubert
- Marcelo Madureira
- Reinaldo
- Miá Mello
- Gustavo Mendes

## Créditos
Créditos de Casseta e Planeta: Vai Fundo adaptado da Rede Globo.
Locução
- Paulo Bonfá

Músicos
- Arlindo Cruz
- Gusttavo Lima
- Latino

Autores
- Casseta & Planeta
- Fabito Rychter
- Alessandro Goldbach
- Ricardo VR
- Fernando Aragão
- Fábio Porchat
- Allan Sieber
- Arnaldo Branco
- Mederijohn Corumbá
- Gueminho Bernardes

Redação final
- Beto Silva

Direção
- Mauro Farias
- Ricardo de Barros

Direção geral
- Cláudio Manoel

Direção núcleo
- Maurício Farias

Autorização especial
- Sated RJ

Cenografia
- Fábio Rangel

Cenógrafos assistentes
- Fernanda Andrade
- Verônica Santiago
- Débora Mesquita

Figurino
- Helena Gastal

Figurinistas assistentes
- Cris Wright
- Pedro Lacerda
- Julia Pinho

Equipe de apoio ao figurino
- Evandro dos Santos Alves

Direção fotografia
- Felipe Reinheimer

Direção de iluminação
- Tiago Martins
- José Roberto Eliezer
- Marcos de Noronha
- João Tristão

Equipe de iluminação
- Alan Vargas Alonso
- Oseas Souza Albino
- Julio Cesar Braga
- Luiz Celestino
- Robson Simonete
- Fernando Horácio
- Icaro Alves Maciel

Produção de arte
- Angela Melman

Produção de arte assistente
- Rita Vinagre
- Ana Karina Campos
- Paloma Buquer
- Tereza Pinho

Equipe de apoio a arte
- Sérgio Brandão
- Marcos Tadeu Rabelo
- Uibirá Amaro Moreira
- Paulo Lisboa
- Paulo Reboredo

Produção de elenco
- Gabriella Medeiros

Produção musical
- Márcio Lomiranda

Caracterização
- Neuma Caldas

Equipe de apoio a caracterização
- Dayse Teixeira
- Maria Anunciação
- Áquila Roberta
- Elian Nascimento

Edição
- Valéria de Barros

Colorista
- Fernando Costa

Sonoplastia
- Walner Bento
- Laércio Salles

Computação gráfica
- Chico Mauro

Videografismo
- Allan Sieber
- Arnaldo Branco
- Mederijohn Corumbá

Efeitos especiais
- Vitor Klein

Abertura
- Hans Donner
- Alexandre Pit Ribeiro
- Allan Sieber

Câmeras
- Sebastião dos Santos Oliveira
- Edmond Pitarma

Assistente de estúdio
- Silvia Spolidoro

Equipe de apoio a operação de câmera
- Manoel Barbosa de Castro
- Epitácio Alves do Nascimento

Equipe de vídeo
- Adhemar Ribeiro Moreira Junior
- Jorge Luiz de Paula Menezes

Equipe de áudio
- Melevel Neves da Silva
- Carlos Eduardo Oliveira de Barros
- Samuel Ribeiro

Supervisão e operação de sistemas
- Roberto Lucas Silva
- Thiago Mendes
- Carlos Eduardo Ferreira
- Luiz Cláudio da Rocha Santos
- Jorge Elias

Produtor de cenografia
- Luiz Sérgio

Supervisor de produção de cenografia
- Paulo Roberto
- Claudio Silva Santos
- Reginaldo Rodrigues
- João Hani

Gerente de projetos
- Rosana Correa

Equipe de cenotécnica
- Dario Filho
- Beatriz Alvarenga
- Leila Santana
- Euclides Oliveira
- Genecy Leal
- Fabiano Ferreira
- Paulo Sergio Teixeira
- Luiz Salvador
- Simone Eloy
- Catia Eloy
- Arlete Cimbra
- Keitiuce Brito
- Haroldo Domingo
- Lucio de Almeida
- Norival Duarte
- Marco Antonio Cardoso
- Agildo Gomes
- Wager Nogueira
- Francisco Roberto

Pesquisa
- Maria Byingtnon

Continuidade
- Adriana Netto Brockmann

Assistentes de direção
- Olalla Piñeiro Fernandez
- Andrea Moreira

Produção de engenharia
- Luiz Daniel Guimarães

Internet
- Ana Bueno (direção)
- Bianca Kleinpaul (gerência)
- Mariana Santos (supervisão)
- Luisa Rody (coordenação e gerência de projetos)
- Juliana Ceccon e Daniel Chevrand (vídeo)
- Paula Santos (fotografia)
- Fabrício Bianchi (edição)
- Bruno Martins e Thiago La Vega (gravação)
- Rafael Maia e Filipe Lisboa (efeitos digitais)
- Letícia Souza e Felipe Monteiro (mídia digital)
- Guilherme Dutra (edição de conteúdo)

Equipe de produção
- Aline Fernandez
- Darnei Júnior
- Jonathan Tayah
- Julia Lindenberg
- Nilo Jr.
- Mariana Oliveira
- Silvana Feu
- Tamara Justen

Produção de quadros
- Deborah Ferreira

Coordenação de produção
- Caren Olivieri

Supervisão executiva de produção
- Renato Santoro
- Gilberto Garcia
- Lucas Zardo
- Vladimir Carvalho
- Marcelo Polaco
- Anna Beatriz Besser

Supervisão executiva de produção de linha
- Isabel Ribeiro

Produção executiva
- Marília Fonseca

Gerência de produção
- Daniel Vincent

Realização
- Central Globo de Produção (2011)